# Valeria Fontan

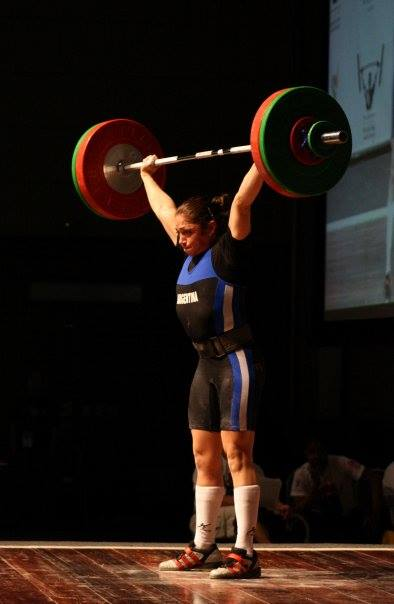
Valeria Fontan

Valeria Fontan (17 de abril de 1980) é uma ex-levantadora de peso argentina.
Ela alcançou o quarto lugar na categoria até 69 kg no Campeonato Mundial de 2005, em Doha. No entanto, após um teste antidoping positivo, foi desclassificada e suspensa por dois anos. Após cumprir a suspensão, conquistou a medalha de ouro no arremesso no Campeonato Pan-Americano de 2008, em Callao, mas não tinha conseguido realizar um levantamento válido no arranque. Em 2009, foi novamente desclassificada do Campeonato Pan-Americano, em Chicago.
QUADRO DE RESULTADOS
| Ano  | Competição                           | Classe de peso | Marca (kg)    | Pos. | Ref.  |
| ---- | ------------------------------------ | -------------- | ------------- | ---- | ----- |
| 2002 | Jogos Sul-Americanos em São Paulo    | –63 kg         |               | 2    | [ 5 ] |
| 2003 | Jogos Pan-Americanos em São Domingos | –69 kg         | 0             | –    | [ 6 ] |
| 2005 | Campeonato Mundial em Doha           | –69 kg         | 233 (100+133) | DSQ  | [ 1 ] |
| 2008 | Campeonato Pan-Americano em Callao   | –69 kg         | 0             | –    | [ 1 ] |
| 2009 | Campeonato Pan-Americano em Chicago  | –69 kg         | 219 (97+122)  | DSQ  | [ 1 ] |